# Ichthyodes trobriandensis
Ichthyodes trobriandensis là một loài bọ cánh cứng trong họ Cerambycidae.